# آگیرتاماک
آگیرتاماک (به لاتین: Agirtamak) یک منطقهٔ مسکونی در روسیه است که در باشقیرستان واقع شده‌است.